# Siu Lun Ho
Siu Lun Ho (* 30. April 1980) ist ein chinesischer Bahn- und Straßenradrennfahrer aus Hongkong.
Siu Lun Ho wurde im Jahr 2000 bei der Tour of South China Sea Etappendritter auf dem ersten Teilstück nach Tai Po und in der Gesamtwertung belegte er am Ende den zweiten Platz hinter dem Südafrikaner Neil MacDonald. Im nächsten Jahr wurde er in Hongkong nationaler Meister im Einzelzeitfahren. Bei den Asienspielen 2002 in Busan gewann Siu Lun Ho die Bronzemedaille im Madison auf der Bahn. Außerdem wurde er Etappenzweiter bei der Tour of South China Sea. 2003 fuhr er für das chinesische Marco Polo Cycling Team.

## Erfolge
2001
- Nationaler Meister – Einzelzeitfahren

## Teams
- 2003 Marco Polo Cycling Team